# Tun Mutahir di Pahang
Tun Mutahir (1813 – Kuala Sedili, 30 giugno 1863) è stato il 23° bendahara (gran visir) del sultanato di Johor e quinto raja bendahara di Pahang, regione del sultanato di cui fu de facto signore a causa del declino dello Stato centrale cominciato alla fine del XVIII secolo, dal 1858 al 1863.

## Primi anni di vita
Tun Mutahir di Pahang nacque nel 1813. Suo padre era Tun Ali mentre sua madre era Che Wan Ngah della famiglia Bendahara. Venne istruito privatamente come allora era costume della nobiltà. Nel 1832 venne nominato bendahara muda, erede alla carica di bendahara, in una cerimonia tenutasi a Lingga, allora capitale del sultanato di Johor. Ebbe tre mogli: Tengku Kechik, figlia del sultano Abdul Rahman di Johor; Tengku Chik, figlia del sultano Ahmad Tajuddin II di Kedah e Tengku Chik, figlia del sultano Mahmud Shah III di Johor.

## Regno come bendahara e la guerra civile
Nel 1847 Tun Ali si ritirò mantenendo il titolo e consegnò le redini a Tun Mutahir. Tun Mutahir proseguì la linea di governo del padre ma non molto fu scritto circa il suo regno. Nel 1857 Tun Ali ordinò l'esecuzione del fratellastro Tun Ahmad, suo fratellastro.
Tun Ahmad fuggì rapidamente a Singapore  e tornò nel Pahang alla morte del padre. Tra i due fratellastri sorse un conflitto che divenne una guerra civile che coinvolse tutto il Pahang. Questo conflitto coinvolse non solo i principi del Pahang, ma anche il temenggong di Johor Tun Ibrahim e il sultano di Terengganu. Anche i britannici svolsero un ruolo politico. La guerra fu decisiva nella storia della penisola malese. Il conflitto si concluse poco dopo che Tun Mutahir fu ferito a morte il 30 giugno 1863.

## Conseguenze della guerra civile
Tun Mutahir fu sepolto a Bukit Timbalan presso Johor Bahru. Tun Ahmad non aveva alcun interesse di continuare a servire come bendahara di Johor, fu proclamato come sultano nel 1882 e fondò il moderno sultanato di Pahang, sancendo l'indipendenza dal sultanato di Johor.